# Драупаді
Драупаді (санскр. द्रौपदी) або Крішна Драупаді (कृष्णा द्रौपदी, kṛṣṇā draupadī IAST [krɪʂɳaː d̪rəʊpəd̪iː]) — персонаж давньоіндійського епосу Магабгарата, прийомна дочка Друпади, царя Панчали, що стала дружиною п'яти братів Пандавів. Часто розглядається як втілення Лакшмі, дружини Вішну.
Згідно з Магабгаратою, на руку Драупаді, першої у світі красуні, претендувало безліч женихів, і її батько, Друпада, вибрав найзнатнішого — Арджуну. Друпада влаштував змагання зі стрільби з луку, знаючи про незвичайні здатності Арджуни в цій майстерності, і дійсно Арджуна виявився переможцем. Але коли Пандави разом з Драупаді повернулися до себе і повідомив матері, Кунті, що пришли з великою здобиччю, Кунті відповіла «Насолоджуйтеся нею спільно», не знаючи, що це за «здобич». Таким чином, за її наказом, Драупаді стала спільною дружиною всіх п'яти братів. Під час легендарної Гри в кості Драупаді була програна в кістці Кауравам. Дугшасана спробував стягнути з неї сарі, але Драупаді взмолилася Крішні, і її сарі стало нескінченним. Спроба збезчестити Драупаді з боку Дугшасани вважається однією з причин битви на Курукшетрі. Після битви Драупаді спочатку царювала в Гастінапурі, а потім супроводжувала Пандавів у їх мандруванні до Гімалаїв, але вмерла, не витримавши тягот шляху.